# انجمن ملی بررسی و درمان همجنس‌گرایی
انجمن ملی پژوهش و درمان همجنس‌گرایی (به انگلیسی: National Association for Research & Therapy of Homosexuality) یک سازمان غیر دولتی در آمریکاست که به ارائه خدمات درمانی از جمله تبدیل درمانی می‌پردازد که با ادعای تغییر گرایش جنسی افرادی که به همجنس گرایش دارند انجام می‌شود.
این موسسه در سال ۱۹۹۲ توسط ژزف نیکولوسی، چارلز ساکارید و بنیامین کافمن تأسیس شد. دفتر مرکزی آن در انسینو، کالیفرنیا، در محل کلینیک روانشناسی توماس آکویناس واقع شده‌است. هم‌اکنون ریاست این موسسه با جولی همیلتون است.

## جایزه فروید
این موسسه از سال 1996 سالانه جایزه‌ای، با نام جایزه زیگموند فروید، به عنوان قدردانی از کار برجسته یک پژوهشگر به یکی از محققین روانشناسی اعطا کرده‌است. برخی سال ها، این جایزه با نام جایزه رئیس NARTH داده شده‌است. این جایزه در همایش سالانه این انجمن ارائه می شد.
| دریافت کنندگان جایزه سالانه زیگموند فروید | دریافت کنندگان جایزه سالانه زیگموند فروید | دریافت کنندگان جایزه سالانه زیگموند فروید                            | دریافت کنندگان جایزه سالانه زیگموند فروید |
| نام                                       | سال                                       | علت دریافت جایزه                                                     | توضیح                                     |
| ----------------------------------------- | ----------------------------------------- | -------------------------------------------------------------------- | ----------------------------------------- |
| آبراهام فریدمن                            | ۱۹۹۶                                      | نگرش درمانی در درمان مردان همجنس‌گرا                                  | –                                         |
| جرج الن رکز                               | ۲۰۰۰                                      | اقدامات کلینیکی پیرامون اختلال هویت جنسی کودکان                      | –                                         |
| ریچارد فیتزگیبونز                         | ۲۰۰۱                                      | بدلیل نوشته‌ها و آثار پربار خود در زمینه درمان جهت گیری مجدد          | –                                         |
| ریچارد سپیتزر                             | ۲۰۰۴                                      | بدلیل تحقیقات دربارهٔ توانمندی افراد همجنسگرا در تغییر گرایش جنسی خود |                                           |
| وارن تروکمونتون                           |                                           |                                                                      | دلیل و تاریخ منتشر نشده                   |

## تاریخچه
این انجمن در سال ۱۹۹۲ توسط ژزف نیکولوسی، چارلز ساکارید و بنیامین کافمن تأسیس شد.این انجمن در پی ارائه مقاله‌ای با عنوان «در دفاع از ضرورت یک گفتگوی صادقانه» نوشته کافمن در سال ۱۹۹۲ تأسیس گردید. وی در این مقاله به ارائه این دیدگاه پرداخت که انجمن روانپزشکی آمریکا و سازمان‌های تخصصی مشابه، دیدگاه کارشناسانی را که خواستار تحقیق بیشتر پیرامون همجنس‌گرایی هستند را بطور کامل خفه کرده‌است. مدیران این انجمن استدلال می‌کنند که فضای سیاسی تغییر کرده بود، و به لحاظ سیاسی حتی پیشنهاد ضرورت ایجاد گفتگو دربارهٔ مسئله طبیعی بودن همجنسگرایی را نیز اجازه نمی داد. کافمن می گوید انجمن پژوهش و درمان همجنسگرایی در پاسخ به سانسور تحقیقات علمی در مورد دیدگاههای نامشهور سیاسی، شکل گرفت.
این انجمن دارای کد معافیت مالیاتی 501(c)(3) بود، که توسط اداره سرویس درآمد داخلی (IRS) در سپتامبر 2012 لغو شد. دلیل این لغو طبق آنچه که اعلام شده، عدم ارائه مدارک مورد نیاز به‌طور مداوم بوده‌است.

## فعالیت ها
انجمن ملی پژوهش و درمان همجنس‌گرایی گرچه با نهادهای مذهبی دیگری که عضو جنبش همجنس‌گرایان سابق هستند همچون جونا همکاری می‌کند، اما خود را سکولار می‌داند. البته به‌طور طبیعی اهداف این انجمن علمی و سکولار، با آموزه‌های غالب ادیان و گروههای مذهبی نیز موافقت دارد، و این به معنای تبعیت یا وابستگی آن از گروههای دینی نیست. همچنین وب سایت NARTH شامل فهرستی از منابع مقالات دینی است.
در جولای 2011، NARTH نتوانست حق عضویت خود را به بورد علوم رفتاری کالیفرنیا (California Board for Behavioral Sciences) پرداخت نماید و از فهرست گروه‌های ارائه کننده اعتبارات پیوسته آموزشی به درمانگران در کالیفرنیا حذف شد. این انجمن از سال 1998 ارائه دهنده آموزشهای پیوسته مصوب بود.

## وابستگی ها
رئیس سابق انجمن ای. دین بِرد است. [2] اعضای شاخص کمیته مشاوره علمی عبارتند از هیلل گلدبرگ، ناتانیل اس. لرمن و جفری ساتینوور. [25] رابرت پرلوف، رئیس سابق انجمن روانشناسی آمریکا (APA)، یکی از شاخص‌ترین حامیان این انجمن بود. [26] [27] [28]
PATH
در سال 2003، مدیران PATH انجمن NARTH را به عضویت PATH (جایگزین مثبت همجنس گرایی) در آوردند.